# The Limey
The Limey ist ein US-amerikanisches Filmdrama aus dem Jahr 1999. Regie führte Steven Soderbergh, das Drehbuch schrieb Lem Dobbs. Die Hauptrollen spielten Terence Stamp und Peter Fonda.

## Handlung
Nach einem längeren Gefängnisaufenthalt gelangt der Brite Wilson wieder auf US-amerikanischen Boden, um den merkwürdigen und rätselhaften Tod seiner Tochter Jenny zu klären, die bei einem Autounfall in Los Angeles ums Leben gekommen sein soll; Wilson vermutet jedoch einen Mord – er will die Hintermänner ausfindig machen. Er befindet sich auf einem Rachefeldzug, auf dem er schnell den reichen Plattenproduzenten Terry Valentine findet, der mit seiner Tochter ein Verhältnis hatte. Beistand erhält Wilson von den zwei Freunden seiner Tochter: Eduardo und Elaine.
Valentine war in einem Drogenhandel verwickelt, den er über seinen Sicherheitsberater Avery abwickelte. Wilson macht ein Lagerhaus in Los Angeles ausfindig, das von den Drogenhändlern genutzt wird, und fragt nach Valentine. Sie beleidigen seine Tochter und schlagen ihn zusammen. Wilson kehrt in das Lagerhaus zurück und erschießt alle Angestellten bis auf einen, der flüchten konnte.
Wilson und Eduardo begeben sich zu einer Party in Valentines Haus. Dort sucht Wilson nach Beweisen. Er findet und stiehlt ein Foto von Jenny. Als Avery Verdacht schöpft, wird Wilson von einem Wachmann angesprochen. Wilson verpasst ihm einen Kopfstoß und wirft ihn über ein Geländer in den Tod. Danach flieht er zusammen mit Eduardo, werden aber von Avery verfolgt, der ihr Auto rammt und auf sie schießt. Wilson und Eduardo können entkommen und sich in Sicherheit bringen.
Avery heuert daraufhin für 5.000 US-Dollar den Auftragskiller Stacy an, der Wilson aufspüren und töten soll. Er spürt Wilson und Elaine auf und verfolgt sie. Stacy wird von Agenten der DEA, die Valentine überwacht haben, daran gehindert, den Auftrag auszuführen. Wilson und Elaine werden daraufhin zu einem Treffen mit dem leitenden Agenten gebracht.
Beim Warten auf den DEA-Agenten erinnert sich Wilson an sein gemeinsames Leben mit seiner Tochter: In der Furcht, dass ihr Vater ins Gefängnis kommen könnte, drohte sie oft damit, die Polizei zu rufen, wenn sie Beweise für seine Beteiligung an Verbrechen hatte oder Pläne für solche entdeckte. Er erinnert sich daran, dass sie ihre Drohungen nie wahr gemacht hat, da sie ihn liebte, und sie machten darüber Witze. Dennoch war sein kriminelles Leben eine Belastung für seine Familie. Schließlich fand er sich im Gefängnis wieder, nachdem die Männer, mit denen er zusammengearbeitet hatte, ihn an die Polizei verraten hatten.
Wilson trifft nun auf den leitenden DEA-Agenten, der klarstellt, dass die DEA hinter dem Dealer her ist, der Valentine zum Waschen von Drogengeldern benutzt hat. Die Agenten haben nicht die Absicht, sich in Wilsons persönliche Mission einzumischen. Der Agent zeigt Wilson ihre Akte über Valentine, einschließlich eines Fotos und der Adresse eines zweiten Wohnsitzes in Big Sur.
Avery zieht mit Valentine und seiner Freundin Adhara in das Haus in Big Sur, das Haus wird von mehreren Wächtern rund um die Uhr überwacht. Wilson macht sich zusammen mit Elaine und Eduardo auf dem Weg nach Big Sur. In der Zwischenzeit planen Stacy und sein Partner aus Wut über die Prügel, die sie von den DEA-Agenten erhalten haben, ein doppeltes Spiel mit Avery – auch sie fahren nach Big Sur.
In einer Nacht betritt Wilson das Grundstück in Big Sur. Avery und seine Wächter werden stutzig, als zwei Wächter innerhalb kurzer Zeit spurlos verschwinden; sie verstecken sich im Haus. Avery erschießt einen Eindringling, der sich als Stacy entpuppt. Kurz darauf liefern sie sich ein Feuergefecht mit seinem Partner Onkel John, bei dem mehrere Menschen sterben und auch Avery tödlich verwundet wird. Valentine ist nun auf sich selbstgestellt. Wilson betritt das Haus, beide schlagen sich. Valentine kann sich retten, als Adhara Wilson schwer verletzte, und flüchtet. Valentine nimmt Avery die Waffe ab und überlässt ihn dem Tod, während er zum Strand flieht und von Wilson verfolgt wird.
Verraten holt Avery seine Ersatzwaffe heraus und zielt auf Wilson, senkt sie aber, damit dieser Valentine verfolgen kann. Valentine schießt auf Wilson, stürzt und bricht sich den Knöchel. Er schießt weiter auf den herannahenden Wilson, verfehlt ihn aber und bettelt um sein Leben, nachdem ihm die Kugeln ausgegangen sind. Valentine erzählt Wilson, dass Jenny von seinen Drogengeschäften erfahren hat und ihm gedroht hat, die Polizei einzuschalten und bei seinem Versuch, sie davon abzuhalten, hat Valentine Jenny gegen eine Wand geschlagen und versehentlich getötet. Um die Aufmerksamkeit von Valentine abzulenken, inszenierte Avery den Autounfall. Wilson weiß, dass Jenny Valentine niemals verraten hätte. Er wendet sich ab und lässt Valentine am Leben. Wilson verabschiedet sich von Elaine und Eduardo und kehrt nach London zurück.
Ein jüngerer Wilson spielt das Volkslied Colours auf der Gitarre, während eine Frau sein Haar streichelt.

## Hintergrund
Der Film wurde hauptsächlich für die Schauspielleistungen sowie für die innovative Schnitttechnik gelobt, die einzelne Dialoge auf mehrere Szenen und Schauplätze verteilt und in Rückblenden sogar Ausschnitte aus einem früheren Film mit Terence Stamp verwendet (Ken Loachs Regiedebüt Poor Cow aus dem Jahr 1967).
Während des Films trägt Eduardo, dargestellt von Luis Guzmán, T-Shirts mit Abbildungen bekannter politischer Figuren: Mao Zedong, Che Guevara und Ruhollah Chomeini.
Limey ist im amerikanischen Englisch ein herabsetzender Ausdruck für Briten und Engländer.

## Kritiken
Der Deutsche Filmdienst urteilte: „Eine von Steven Soderbergh in kunstvoller Verschachtelung erzählte Geschichte, deren Verweise auf den Zeitgeist und die Filme der 60er-Jahre eine reizvolle zusätzliche Dimension einbringen. Stilistisch und darstellerisch hervorragend, freilich von distanziert intellektueller Kühle. - Sehenswert.“
Rouven Linnarz von film-rezensionen.de meinte, der Film „ist ein erzählerisch und stilistisch sehr interessantes Rachedrama. Neben den formalen Aspekten sind es nicht zuletzt die Darsteller, allen voran Terence Stamp als Wilson, die den Film sehenswert und spannend machen. Man darf nur hoffen, dass zukünftige Veröffentlichung des Films dessen Status und vor allem erzählerische Finesse betonen und vielen weiteren Cinephilen zugänglich machen.“
Die Süddeutschen Zeitung schrieb: Bemerkenswert und einzigartig „wie Soderbergh seine Figuren so haarscharf am Image ihrer Darsteller besetzt, dass sich Rolle und Biographie verschmelzen. Eine Wahrhaftigkeit gewinnt der Film dadurch, die noch dadurch verstärkt wird, dass der Regisseur für die Rückblenden Szenen aus Ken Loachs Poor Cow verwendet, in denen der blutjunge Terence Stamp zu sehen ist.“
Marek Bang urteilte für kino.de und schrieb: „“
Die Kritiker der Fernsehzeitschrift TV Movie kamen zu dem Urteil: „Das perfekt gestylte Ambiente und die kunstvollen, wie komponiert wirkenden Bilder täuschen: Soderbergh bietet mehr als nur eine schöne Hülle. Die Rückblenden montierte er in einer neuartigen Form und gab dadurch der geradlinigen, schlichten Rache-Handlung eine faszinierende Tiefe. Hinzu kommt ein herrlich trockener Humor.“
„Steven Soderbergh gelang nach Out Of Sight erneut ein großer Wurf: Die Story vom Rachefeldzug eines Engländers in L. A. lebt von den brillanten Leistungen der Altstars Terence Stamp und Peter Fonda.“
„Mit inhaltlicher und stilistischer Ökonomie, knackigen Dialogen, kompromissloser Attitüde und clever integrierten cineastischen Erinnerungen stellt sich ‚The Limey‘ unprätentiös als Genrefilm mit Avantgarde-Touch und Unterhaltungsanspruch vor.“

## Auszeichnungen (Auswahl)
Terence Stamp wurde 1999 bei den Satellite Awards als Bester Darsteller in einem Drama ausgezeichnet.